# رودریگو ریکوئلمه رچه
رودریگو ریکویلم (انگلیسی: Rodrigo Riquelme؛ زادهٔ ۲ آوریل ۲۰۰۰) بازیکن فوتبال اهل اسپانیا است که در پست هافبک برای باشگاه اتلتیکو مادرید بازی می‌کند.
از باشگاه‌هایی که در آن بازی کرده‌است می‌توان به باشگاه فوتبال اتلتیکو مادرید بی اشاره کرد.